# 19398 Creedence
19398 Creedence (tên chỉ định: 1998 EM8) là một tiểu hành tinh vành đai chính. Nó được phát hiện bởi P. Sicoli và P. Ghezzi ở Sormano ngày 2 tháng 3 năm 1998. Nó được đặt theo tên Creedence Clearwater Revival, một ban nhạc rock Mỹ sau những năm 1960 và trước những năm 1970.